# フレゼリク2世 (シュレースヴィヒ＝ホルシュタイン＝ゴットルプ公)
フレゼリク2世またはフリードリヒ2世（デンマーク語:Frederik 2.；ドイツ語:Friedrich II., 1568年4月21日 - 1587年6月15日）は、シュレースヴィヒ＝ホルシュタイン＝ゴットルプ公（在位：1586年 - 1587年）。
シュレースヴィヒ＝ホルシュタイン＝ゴットルプ公アドルフと、その妻でヘッセン方伯フィリップの娘であるクリスティーネの長男。父の死に伴って公爵位を引き継いだ1年後に夭折した。
| 先代 アドルフ | シュレースヴィヒ＝ホルシュタイン＝ゴットルプ公 1586年 - 1587年 | 次代 フィーリプ |